# Artondale
Artondale é uma Região censo-designada localizada no estado norte-americano de Washington, no Condado de Pierce.

## Demografia
Segundo o censo norte-americano de 2000, a sua população era de 8630 habitantes.

## Geografia
De acordo com o United States Census Bureau tem uma área de
26,7 km², dos quais 26,1 km² cobertos por terra e 0,6 km² cobertos por água.

## Localidades na vizinhança
O diagrama seguinte representa as localidades num raio de 12 km ao redor de Artondale.